# Jean-Sébastien Fernandes
Pour les articles homonymes, voir Fernandes.
 (avril 2009).
Si vous disposez d'ouvrages ou d'articles de référence ou si vous connaissez des sites web de qualité traitant du thème abordé ici, merci de compléter l'article en donnant les références utiles à sa vérifiabilité et en les liant à la section « Notes et références ».
Jean-Sébastien Fernandes, né le 24 décembre 1969, est un journaliste français qui travaille au sein du groupe France Télévisions depuis 1992.

## Biographie
Il commence sa carrière au quotidien sportif L'Équipe en 1989[réf. souhaitée] et couvre également la Formule 1 pour l'hebdomadaire Auto Hebdo.
Il rejoint le groupe France Télévisions en 1992, d'abord à France 3 Lorraine Champagne-Ardenne à Nancy, où il présente l'émission sportive Tribune d'honneur, puis à France 3 Nord-Pas-de-Calais Picardie à Lille où il présente le 19/20 régional.
Il intègre en 1993 le service des sports de France 2 à Tout Le Sport et Stade 2. Durant cette période, il réalise un documentaire exclusif intitulé "Les 72 dernières heures de Senna", à la suite d'un reportage au plus près du champion de Formule 1 brésilien Ayrton Senna le week-end de son accident mortel le 1er mai 1994 à Imola en Italie.
En 1995, il rejoint la rédaction nationale de France 3 aux services Société puis Étranger (il couvre notamment la guerre du Kosovo en 1999). En parallèle, il couvre les Jeux Olympiques d'Atlanta en 1996, la Coupe du monde de football en 1998 et la Coupe du monde de rugby en 1999. 
Présentateur joker du 19/20 (en remplacement d'Elise Lucet) et du 12/13 (en remplacement de Catherine Mataush), il devient en janvier 2000 le présentateur du Soir 3 week-end sur France 3, jusqu'à janvier 2006.
En 2001, il présente également avec Elise Lucet et Louis Laforge la "Rétro info" sur France 3. 
De février 2006 et jusqu'à juin 2007, il devient le présentateur d'une nouvelle formule du 12/13 du lundi au vendredisur France 3. 
En juillet 2007, il est nommé rédacteur en chef de l'émission hebdomadaire Pour vos yeux, diffusée sur les chaînes du groupe  France Télévisions (France 2, France 3, France 4, France 5 et France Ô).
En janvier 2010, il rejoint le service des sports JT de France Télévisions en tant que rédacteur en chef adjoint, tout en assurant la présentation des chroniques "sports" chaque dimanche sur France 3 dans le 12/13 puis dans le Soir 3 de novembre 2012 à juin 2016. Il couvre également les Jeux Olympiques de Londres 2012, Sotchi 2014, Rio de Janeiro 2016 et Pyeongchang 2018.
De janvier 2017 à juillet 2021, il assure sur France 2 la présentation des chroniques "sports" de Télématin et du 13h week-end. En parallèle, il anime l'Instant sport sur FranceInfo (Canal 27).

### Sur lessports automobiles
- Arnaud Briand et Jean-Sébastien Fernandes, 30 ans de rallye : 1973-2003, Paris, Éditions Horizon illimité, 23 janvier 2004, 96 p. (ISBN 2-84787-063-6)
- Arnaud Briand et Jean-Sébastien Fernandes, Formule 1 : 2004, Paris, Éditions Horizon illimité, coll. « Sport - Horizon », 6 décembre 2004, 95 p. (ISBN 2-84787-090-3)
- Arnaud Briand et Jean-Sébastien Fernandes, Inside Schumacher : La légende du baron rouge, Paris, Éditions Horizon illimité, coll. « Sport - Horizon », 6 décembre 2004, 94 p. (ISBN 2-84787-094-6)
- Jean-Sébastien Fernandes et Bruno Quélen, Seigneurs et forçats de la formule 1, Paris, Éditions Calmann-Lévy, 30 avril 2007, 155 p. (ISBN 978-2-7021-2648-6 et 2-7021-2648-0)
- Bernard Asset, Arnaud Briand et Jean-Sébastien Fernandes, Une saison de Grands Prix Formule 1 2005 : Ecuries Pilotes Circuits Statistiques, Paris, Éditions Horizon illimité, coll. « Sport - Horizon », 30 novembre 2007, 103 p. (ISBN 978-2-84787-115-9 et 2-84787-115-2)
- Jean-Sébastien Fernandes, Alpine F1 Team Inside, Paris, Amphora Editions, 11 novembre 2021, 230 p.  (ISBN 9782757605196)
- Jean-Sébastien Fernandes, Une saison de Formule 1 2023, Paris, Casa Editions, décembre 2023,140 p.

### Sur d'autres sports
- Jean-Sébastien Fernandes, Grands exploits sportifs du 20e siècle, Paris, Éditions La Sirène Sources, 1er mai 1999, 144 p. (ISBN 2-88461-167-3)
- Bernard Asset, Arnaud Briand et Jean-Sébastien Fernandes, Formule 1 2003. Une saison de Grands Prix, Paris, Éditions Horizon illimité, 31 mars 2003, 144 p. (ISBN 2-84787-030-X)
- Arnaud Briand et Jean-Sébastien Fernandes, Ligue 1 2003-2004 : Une saison de football, Paris, Éditions Horizon illimité, coll. « Sport - Horizon », 26 septembre 2003, 96 p. (ISBN 2-84787-043-1)
- Arnaud Briand et Jean-Sébastien Fernandes, Formule 1 2003, Paris, Éditions Horizon illimité, 1er décembre 2003, 103 p. (ISBN 2-84787-056-3)
- Arnaud Briand et Jean-Sébastien Fernandes, La Coupe du monde de rugby 2003 : Le Livre souvenir, Paris, Éditions Horizon illimité, 2 janvier 2004, 120 p. (ISBN 2-84787-062-8)
- Arnaud Briand et Jean-Sébastien Fernandes, Euro 2004, Paris, Éditions Horizon illimité, 3 juin 2004, 84 p. (ISBN 2-84787-073-3)
- Arnaud Briand et Jean-Sébastien Fernandes, Jeux Olympiques Athènes 2004, Paris, Éditions Dragoon, 8 octobre 2004, 96 p. (ISBN 2-84787-084-9)
- Arnaud Briand et Jean-Sébastien Fernandes, Les Stars de l'athlétisme, Paris, Éditions Horizon illimité, coll. « Sport - Horizon », 30 novembre 2007, 94 p. (ISBN 978-2-84787-039-8 et 2-84787-039-3)
- Arnaud Briand et Jean-Sébastien Fernandes, Lance Armstrong : de l'enfer à la démesure, Paris, Éditions Horizon illimité, 30 novembre 2007, 100 p. (ISBN 978-2-84787-077-0 et 2-84787-077-6)
- Jean-Sébastien Fernandes, L'épopée des Bleus en Coupe du monde de rugby, Clichy, Casa Éditions, août 2023, 212 p. (ISBN 978-2-38058-419-6)